# Estación Piedra Clavada

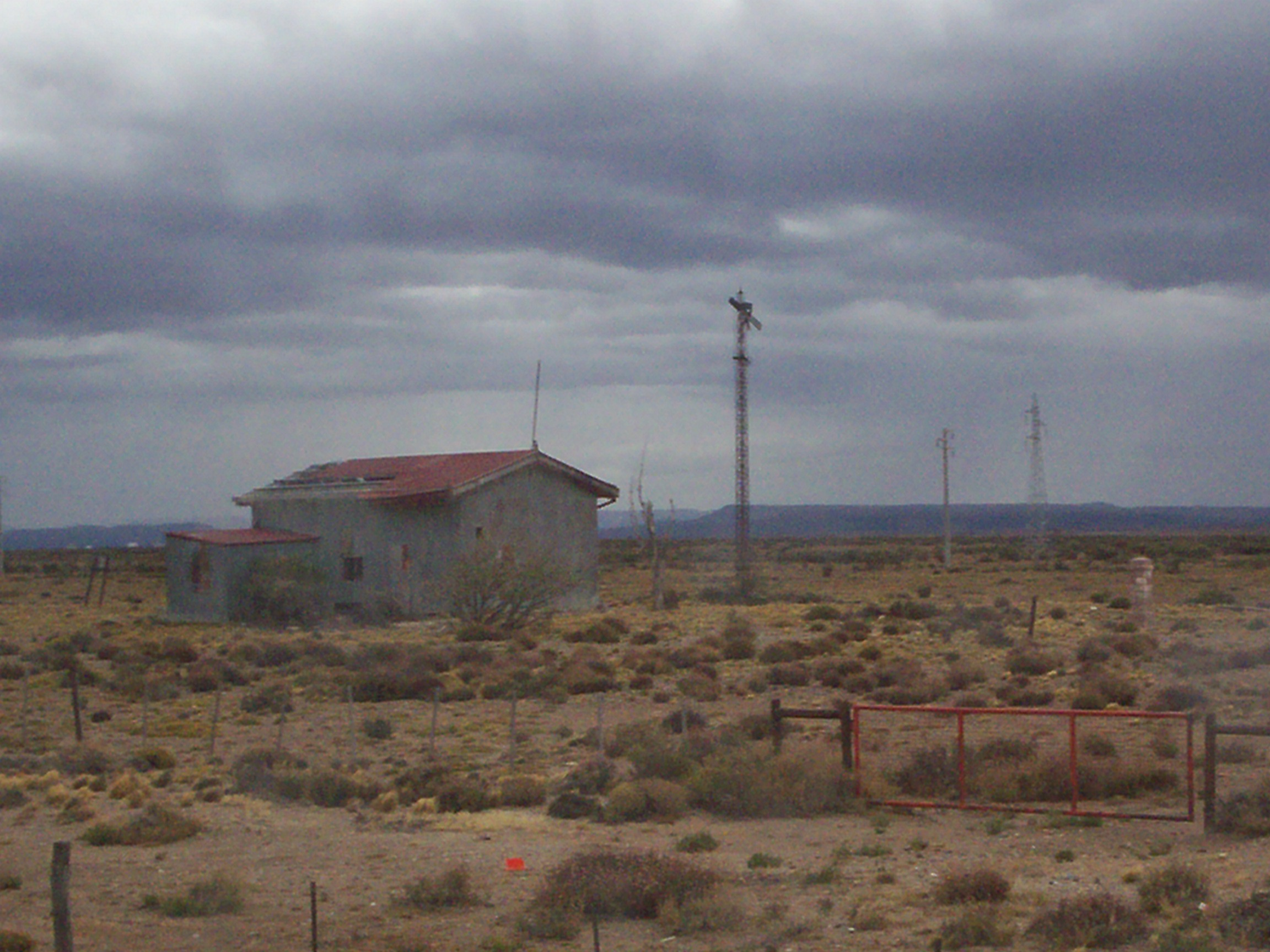
Parte trasera de la estación con una ampliación y con su techo en proceso de deterioro.

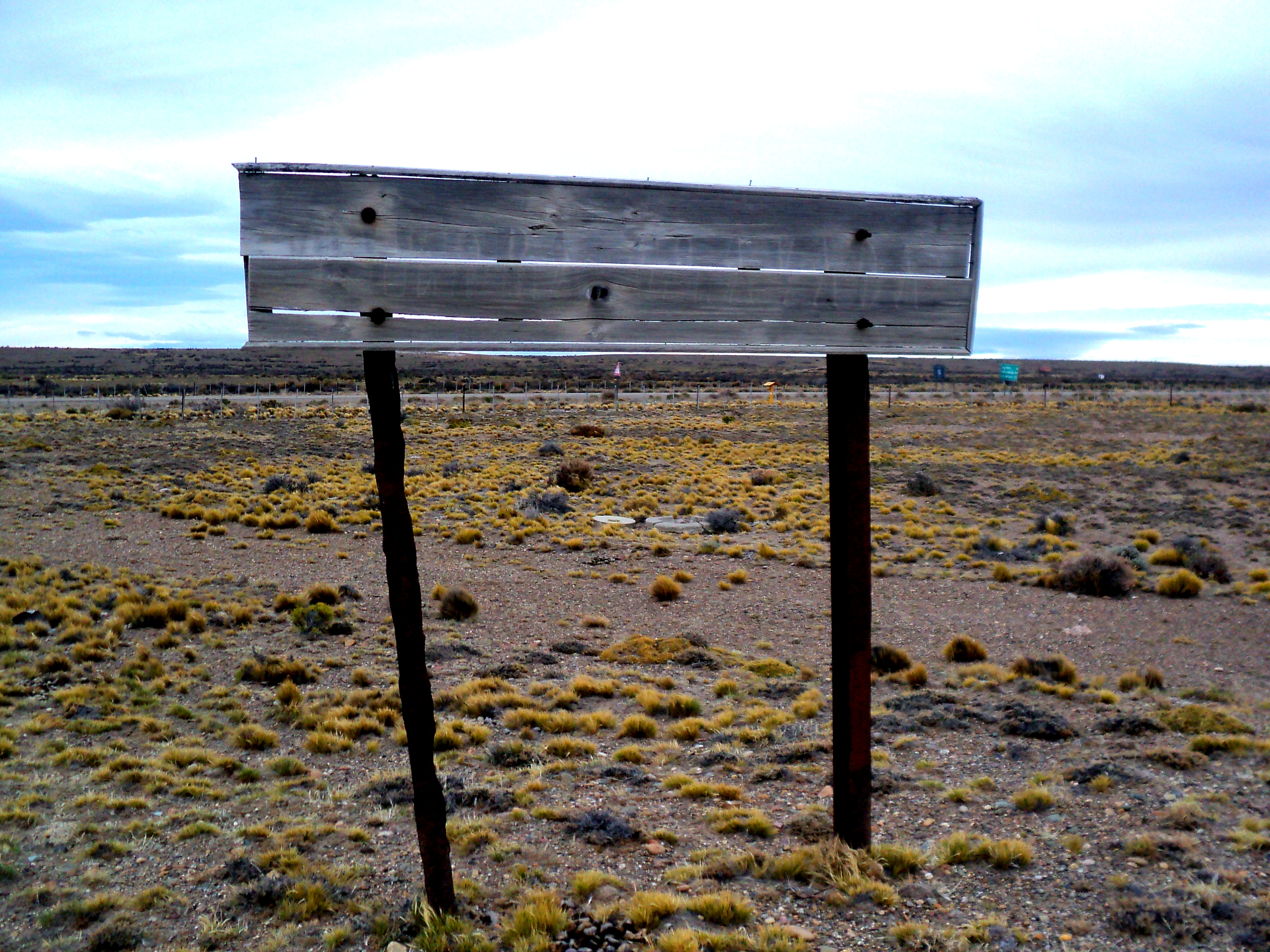
Cartel nomenclador de la estación Piedra Clavada intacto, aunque ajado por el tiempo

Piedra Clavada es una ex estación ferroviaria ubicada en el paraje rural del mismo nombre, en el Departamento Deseado, Provincia de Santa Cruz, Argentina.

## Toponimia
El nombre se debe a una gran piedra que se halla clavada en un campo denominado «Ludden» en inmediaciones. Esta denominación se impuso en forma definitiva el 8 de octubre de 1914 por un decreto presidencial dictado en reemplazo de la progresión kilométrica que hasta ese tiempo imperaba.

## Historia
La estación y su estafeta postal se inauguraron el día 17 de septiembre de 1914 aunque inicialmente fue denominada "Kilómetro 250", cambiándosele el nombre a Piedra Clavada el día 25 de noviembre del mismo año. El 9 de abril de 1915 asciende de categoría y le aumentan el sueldo al encargado. Cumplieron la doble función de jefe estación y encargado estafeta a Aniano R. Luna en 1925; Roberto C. Sjostron desde 1930 y Remiggio Forchiassin en 1935. Finalmente, la estafeta fue clausurada el 14 de junio de 1963.
En el año 1921 se formalizaría la creación de un pueblo en torno a la estación de ferrocarril, aunque este no prosperaría, como si ocurriera con otros, como Koluel Kaike, Fitz Roy o Jaramillo. Luego esta vive un pequeño auge inicial que duraría poco. Para el censo de territorios nacionales de 1920 esta localidad registraba medio centenar de habitantes. Sin embargo, su importancia decayó raudamente. Aun para 1950 era mencionada por un informe de la gobernación Militar de Comodoro Rivadavia que enumeraba las localidades que el tren recorría.
El tren circuló por última vez en julio de 1978. Forma parte del Ferrocarril Patagónico, como parte del ramal que iba de Puerto Deseado a Las Heras, inaugurado en el año 1914 y que originalmente estaba planeado para terminar en el Nahuel Huapi.
A pesar de que Piedra Clavada fue nombrada como clave en el plan de reactivación de 2008 no fue reconstruida o puesta en valor. Toda la ejecución del plan de reacondicionamiento del ramal prometió que en la primera etapa que en 2 meses el tren comenzaría a circular. Las obras no fueron significativas y tardaron a pesar de que contaban con una partida de $90.084.733. Para 2015 Cristina Fernández reinauguró un tramo de la obra. En tanto el ministro del Interior y Transporte, Florencio Randazzo, aseguró que la obra demandó una inversión de 92 millones de pesos ampliando el presupuesto original. Además se dijo que la obra estaría finalizada en 90 días y conectará Puerto Deseado con el norte de la provincia. Pese a la gran suma invertida por el estado y la inauguración en 2015 de las obras por parte del gobierno peronista, el ferrocarril no volvió a funcionar y gobierno fue acusado de un perjuicio de $92.000.000 de obra pública malversada.
En octubre de 2024 el gobernador Claudio Vidal anticipó que trabaja en el proyecto de recuperación del ferrocarril. El político aseguró que el tren cubriría los 285 kilómetros de recorrido y volvería a pasar por las estaciones Las Heras, Piedra Clavada, Koluel Kayke, Pico Truncado, Minerales, Fitz Roy, Jaramillo, Tellier y Puerto Deseado. Además, el proyecto presentó mapa que representa el trazado ferroviarios y las estaciones más importantes; siendo Piedra Clavada clave para la reactivación del ferrocarril que girara en torno al turismo y a los fletes de la industria petrolera con destino al puerto.
Hoy día se encuentra en abandono total y vandalizada por las inclemencias del duro clima sureño y saqueadores. La localidad está casi deshabitada, reducida a un simple paraje.

## Funcionamiento
El primer informe de horario fue publicado en 1920 con datos vigentes desde el 20 de noviembre de 1917. El documento expuso que los trenes mixtos partían los lunes y jueves desde Deseado a las 8:00, visitaban Piedra Clavada a las 17:43 y arribaban a las 18:40 a Las Heras. Mientras que el regreso era los martes y sábado desde las Heras a las 8:30 horas con arribo, pasando por Piedra Clavada a las 9:10 y finalizando en Deseado a las 17:30. La carrera pendiente abajo desde Las Heras era de 1 hora menos y luego se redujo a 30 minutos. El tren a vapor completaba la distancia con Las Heras en 33 minutos y para el tramo Koluel Kayke - Piedra Clavada se necesitaba 1 minutos.
El segundo informe de horario tuvo lugar el 1 de noviembre en 1928. El documento expuso que los trenes mixtos partían los lunes y jueves desde Deseado a las 9:00 horas, pasaban por Piedra Clavada a las 17:40 y arribaban a las 18:30 a Las Heras. Mientras que el regreso era los miércoles y sábado desde las Heras a las 9:00 horas, con llegada a Piedra Clavada a las 9:35 y culminación en Deseado a las 17:30. Por último, el itinerario informó que los trenes estaban provistos por coche comedor y distinguían entre primera y segunda clase. El tren unía la distancia con Las Heras en 50 minutos. En tanto, el tiempo para unirse el tramo Koluel Kayke - Piedra Clavada pasó a 45 minutos. 
El itinerario de 1930 no informó variaciones significativas respecto al itinerario de 1928. En documento se expuso información precisa de las tarifas: hacer todo el viaje del ferrocarril en primera costaba $24.05 o $13.60 en segunda. En tanto, para tramos simples como Deseado - Piedra Clavada era $21.35 en primera clase o $12.05 para la segunda. 
El itinerario de 1934 brindó información extensa del ferrocarril. El servicio tuvo cambios significativos y era ejecutado por trenes mixtos los días jueves y domingo. El viaje a vapor fue mejorado en sus tiempos; partía a las 9 de Deseado, pasando por Piedra Clavada a las 16:40, para arribar a Las Heras 17:30. Gracias a esto el ferrocarril completó el recorrido en una hora menos; mientras que la distancia Koluel Kayke - Piedra Clavada pasó a 40 minutos y la distancia con Las Heras a 45 minutos. En tanto, la vuelta desde Las Heras se producía los días martes y viernes desde las 9, con paso por Piedra Clavada a las 9:44 y arribo a estación Puerto Deseado a las 17:00. Por último, el documento arrojó un dato peculiar al haber clasificado, con una caligrafía diferente, a Piedra Clavada como estación de movimientos abundantes y con una población de importancia. Esta clasificación fue compartida con pocas estaciones en el ramal. De estos puntos, solo muy pocos como esta estación podían suministrar agua a las locomotoras.
Desde el informe de 1936 se observó una de las mayores mejorías en los servicios de este ferrocarril. El miércoles partía el tradicional tren mixto desde Deseado a las 9:00 con paso por Piedra Clavada 16:45 y arribo a Las Heras a las 17:30. Luego, el viernes retornaba desde Las Heras desde las 9, pasando por Piedra Clavada 9:49 para arribar a las 17:00 a Deseado. Por otro lado, el servicio de los lunes partía a las 9:30 y alcanzando Las Heras a las 16:15. El mismo estuvo marcado por la introducción de ferrobuses diésel que aceleraron los tiempos del ferrocarril en 6:15 minutos. El viaje de regreso se producía el martes desde las 9:30 y arribo a Deseado a las 16:15. Este viaje tildó por primera y única vez a este punto como parada optativa para ferrobuses, parando los mismos solo si había interesados en ascender o descender en la estación. La estación volvió a escribirse sin abreviatura.
Otro informe de 1938 mostró la continuidad del servicio ejecutado por ferrobuses. Las condiciones de 1936 se mantuvieron sin modificaciones. Sin embargo, se mostró los horarios de todos los puntos que eran recorridos por ferrobuses y trenes mixtos; inclusive de las paradas optativas. El ferrobús alcanzaba esta estación a las 15:38 y estaba distanciada de Las Heras por 37 minutos y en otros 31 minutos de Koluel Kayke.
El itinerario de 1946 comunicó condiciones similares a los anteriores. No obstante, se presentó el abandono de los ferrobuses en favor del vapor. De esta forma, los viajes fueron ejecutados por trenes mixtos que partían con coche comedor los lunes desde Puerto Deseado a las 9:00 horas, paraba en Piedra Clavada a las 16:40 arribaba a las 17:30 a Las Heras. Luego, el regreso se producía el miércoles desde Las Heras desde las 9:00, previo paso por Piedra Clavada a las 9:44 y arribo a Deseado a 17:00. Por otro lado, el tren unía la distancia con Koluel Kayke en 40 minutos. En cambio, para llegar a Las Heras se precisaba 45 minutos. Por otra parte, como dato relevante la estación continuó clasificada entre las estaciones de mayor importancia de la línea; siendo escrita con caligrafía diferente indicando movimiento relevante y con una población significativa. Además, se confirmó su importante papel de proveedora de agua. Piedra Clavada, junto con otras 5 estación, estaban marcadas para la provisión de agua. Por último, la estación volvió a escribirse con la abreviación P. Clavada.
El mismo itinerario de 1946 fue presentado por otra editorial y en él se hace mención menos detallada de los servicios de pasajeros de este ferrocarril. En el documento se confirmó las mismas condiciones del itinerario anterior. Por otro lado, las tarifas mantuvieron los valores y secciones de 1938. El último dato relevante, fue que este informe de horarios renombró a la estación como «Piedra Clavada» sin abreviatura.
El último informe de horarios de noviembre de 1955 expuso cambios significativos: todos los servicios de pasajeros pasaron a ser operados por ferrobuses. Además, se modificaron los horarios y días; partiendo el coche motor desde Deseado los lunes, miércoles y viernes a las 13:30, visitando Piedra Clavada a las 18:42 y arribo a Las Heras a las 19:15 horas. El regreso se producía desde Las Heras martes, jueves y sábados con partida a las 13:30, paso por Piedra Clavada a las 14:04 y arribo a Deseado a las 18:45. El coche motor tardaba en unir la distancia con Koluel Kayke unos 31 minutos y con Las Heras otros 33 minutos.
En todos los informes figura como Piedra Clavada a secas. Sin embargo, los itinerarios de 1934 y 1946 acuñaron la abreviación a «P. Clavada». Posiblemente, se haya originado una preferencia en favor de su segundo nombre en el lenguaje coloquial.

## Infraestructura
Fue construida como estación simple de tercera clase. No obstante, su uso se tornó superior a esa categoría ya que desempeñaba todos servicios de pasajeros, cargas, encomiendas y hacienda e incluso recibió en su parte opuesta al andén una pequeña ampliación.. Está ubicada en una altitud de 328,11 m s. n. m., siendo la segunda con más altitud en todo el ferrocarril. En tanto, la progresión de las vías en este punto alcanza los 251,1 kilómetros. 
El primer documento que detalló el equipamiento de este punto fue el itinerario de 1934. El mismo detalla que Piedra Clavada estaba dotada de:
- Apartadero de 721 metros.
- Desvío de 65 metros.
- Estanque Parcus de 45 m³.
- Corral de 577 m².
- Capa freática a 9,50 metros.

Posteriormente, un informe de 1958 comunica que la estación proveía todos los servicios de pasajeros, encomiendas, cargas, hacienda y telégrafos. El equipamiento fue ampliado y contaba con:

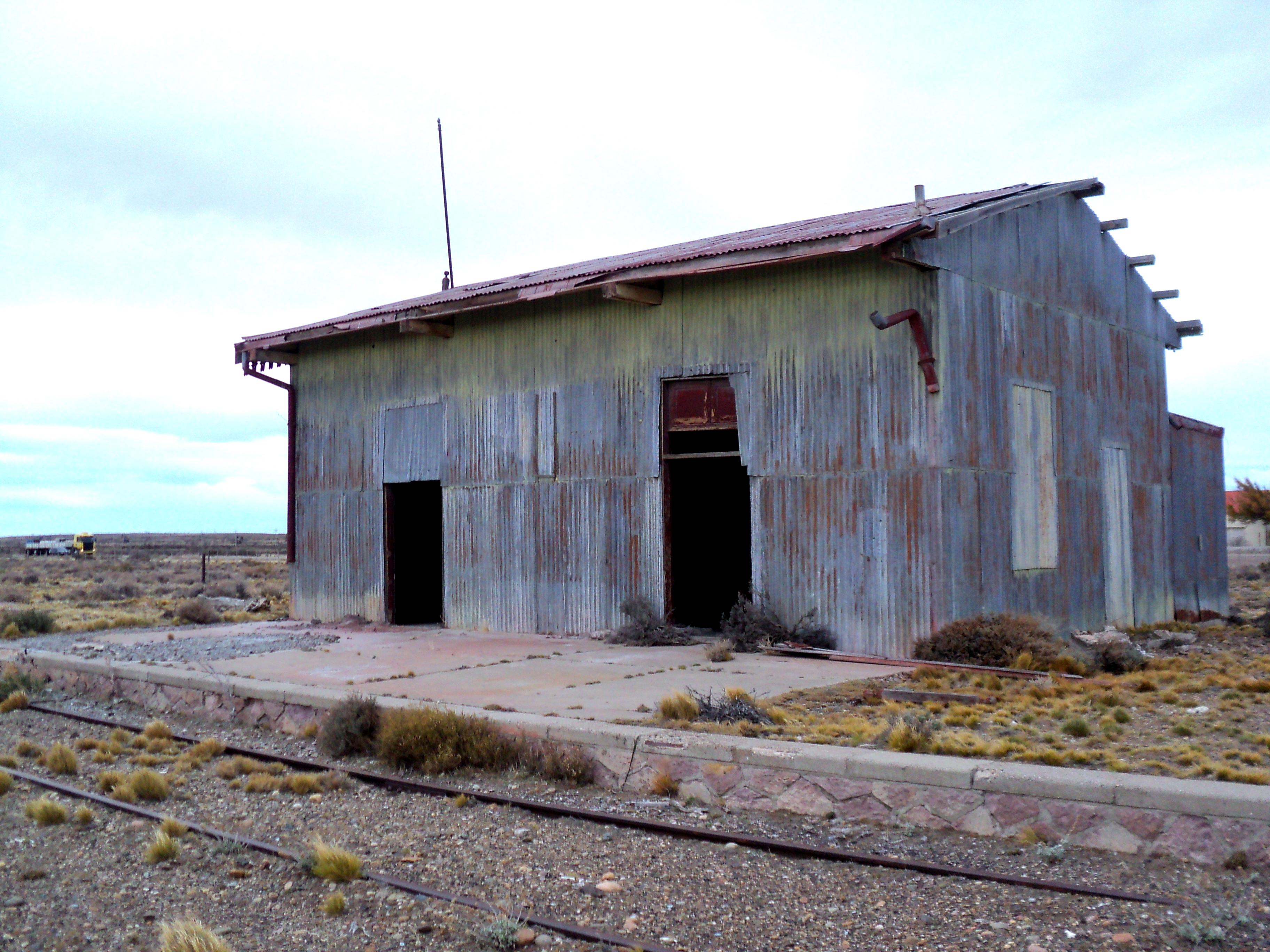
La estación Piedra clavada con notorio abandono, pero en pie

- Apartadero de 721 metros.
- Desvío de 90 metros.
- Estanque Parcus de 45 m³.
- Corral de 577 m².
- Capa freática a 9,50 metros.
- Caseta caminero de piedra.